# Friedrich von Beckedorff
Friedrich Ludwig Emil von Beckedorff (* 2. April 1818 in Ballenstedt; † 31. März 1893 in Grünhof, Pommern) war ein preußischer Generalleutnant.

## Leben
Friedrich von Beckedorff war der Sohn des preußischen Ministerialbeamten Ludolph von Beckedorff.
Beckedorff nahm 1848 an den Kämpfen während der Schleswig-Holsteinischen Erhebung teil. Von 1862 bis 1865 war Major von Beckedorff Kommandeur des Westfälischen Jäger-Bataillons Nr. 7, mit dem er 1864 am Krieg gegen Dänemark teilnahm. Unter seiner Führung kämpfte das Bataillon im Gefecht von Missunde, vor den Düppeler Schanzen und an anderen Orten. Vom 7. Februar 1868 bis 21. Dezember 1872 war er Kommandeur des 6. Thüringisches Infanterie-Regiment Nr. 95. Von 1873 bis 1874 war von Beckedorff Kommandeur der 23. Infanterie-Brigade, anschließend bis 1879 der 33. Infanterie-Brigade. Von 1879 bis 1881 kommandierte er die 1. Division.